# Склад злочину: процес (роман)
Склад злочину: процес (нім. Corpus Delicti: Ein Prozess) — роман 2009 року німецької письменниці Юлії Це (псевдонім). Дія розгортається в майбутній «диктатурі охорони здоров'я», де були написані закони для оптимізації здоров'я громадян. Роман був розроблений на основі однойменної п'єси Зех 2007 року. Рецензії у провідних німецьких газетах схвалювали фокуси Зех та структуру оповіді і порівнювали книгу з творами таких авторів, як Рей Бредбері та Фрідріх Дюрренматт.

## Персонажі

символи сузір'я (нім.)

Мія Холл — 34 річна біологиня, головна героїня роману. Після смерті брата Моріца Холла вона стає самотньою і впадає в депресію. Впродовж усієї розповіді вона стає бунтаркою проти уряду. Її визначеність щодо Процесу недостатньо сильна, щоб активно протистояти йому. Назва «Мія Холл» походить від імені «Марії Холл», жінки, яку вважали відьмою в XVII столітті.
Моріц Холл — 27 річний брат Мії, який ще до початку сюжету покінчив життя самогубством. Він любить природу, але також є незалежним бунтарем, який не хоче нічого, крім свободи. Через свої складні думки він не міг знайти людину, щоб поговорити, і тому створив ідеальну кохану, яку він передав Мії перед смертю. Ім'я «Моріц Холл» походить від імені іншого персонажа на ім'я «Макс» (через домашню комбінацію Макс і Моріц) в іншому романі Юлі Це.
Ідеальна кохана — вигаданий персонаж, який допомагає Мії пережити важкі часи після смерті її брата. Вона має ту ж ідеологію та думки, що й Моріц, і може бути його привидом. Після загоєння емоційної рани Мії вона зникає, оскільки її квест виконано.
 Белл— прокурор і послідовник Процесу. Він прихильник Процесу і постійно конфліктує з молодою суддею Софі.
Лутц Розентретер є адвокатом Мії в процесі доведення невинуватості її брата. Він проти Процесу, оскільки втратив кохання всього свого життя через державну систему. З тих пір він намагається помститися.
Крамер
Генріх Крамер (названий на честь справжнього імені Генрікуса Інститора) є противником Мії в романі. Він виглядає як милий джентльмен, який має величезний вплив на Процес і хоче пояснити систему всім. Насправді він фанатик, який бачить лише свою мету.
Вюрмер — модератор ток-шоу. Він настільки обожнює Крамера, що його можна вважати учнем Крамера. Він також згадує, що Мія та Моріц заснували власну повстанську групу.
Софі — сильний молодий суддя, який судить процес проти Мії. Вона усуває бійки між Дзвоном і Розентретер і змінює результат судового розгляду на користь Мії.
Хатшнайдер — 60-річний суддя, який допомагає у судовому процесі проти Мії. Проте, він намагається якомога швидше завершити судовий процес через страх бути звинуваченим у протистоянні Процесу.

## Видання
- Juli Zeh: Corpus Delicti: Ein Prozess. Schöffling, Frankfurt/Main 2009, ISBN 978-3-89561-434-7 (gebundene Ausgabe)
- Juli Zeh: Corpus Delicti: Ein Prozess. btb, München 2010 ISBN 978-3-442-74066-6 (Taschenbuchausgabe)
- Juli Zeh: Corpus Delicti: Ein Prozess. Ernst Klett Sprachen, Stuttgart 2015 ISBN 978-3-12-666917-7 (Schulausgabe mit Annotationen)